# Arrondissement di Strasburgo-Città
L'arrondissement di Strasburgo-Città è una suddivisione amministrativa francese, situata nel dipartimento del Basso Reno e nella regione del Grand Est.

## Composizione
L'arrondissement divide la città di Strasburgo in 10 cantoni:
- cantone di Strasburgo-1
- cantone di Strasburgo-2
- cantone di Strasburgo-3
- cantone di Strasburgo-4
- cantone di Strasburgo-5
- cantone di Strasburgo-6
- cantone di Strasburgo-7
- cantone di Strasburgo-8
- cantone di Strasburgo-9
- cantone di Strasburgo-10